# Varyomus
Varyomus é um género de milípedes pertencente à família Aphelidesmidae.
As espécies deste género podem ser encontradas na América.
Espécies:
- Varyomus confluens (Chamberlin, 1950)
- Varyomus levigatus (Attems, 1944)